# Halitholus pauper
Halitholus pauper är en nässeldjursart som beskrevs av Gustav Hartlaub 1913. Halitholus pauper ingår i släktet Halitholus och familjen Pandeidae. Inga underarter finns listade i Catalogue of Life.